# Малмыжское княжество
Малмы́жское кня́жество — крупнейшее и известнейшее марийское протофеодальное образование.

## История
Ведёт свою историю от основателей, марийских князей Алтыбая, Урсы и Ямшана (1-я половина — середина XIV века), колонизировавших эти места после прихода со Средней Вятки. Расцвет княжества — в период правления князя Полтыша (1-я четверть XVI века). В сотрудничестве с соседними княжествами Китяка и Порек оно оказало наибольшее сопротивление русским войскам в период Черемисских войн.
После падения Малмыжа жители его под руководством князя Токтауша, брата Болтуша, спустились вниз по Вятке и основали новые поселения Мари-Малмыж и Уса (Усола)-Малмыжка. Потомки Токтауша живут там до сих пор. Княжество распалось на несколько независимых малозначительных уделов, в том числе Буртек.

## Территория
В период расцвета в его состав входили Пижмари, Ардаял, Адорим, Постников, Буртек (Мари-Малмыж), Русское и Марийское Бабино, Сатнур, Четай, Шишинер, Янгулово, Салауев, Балтасы, Арбор и Сизинер. К 1540-м годам районы Балтасы, Янгулово, Арбор и Сизинер завоевали татары.

## Правители
- Алтыбай, Урса и Ямшан
- Ишко
- Болтуш
- Токтауш